# Jimmy Van Heusen

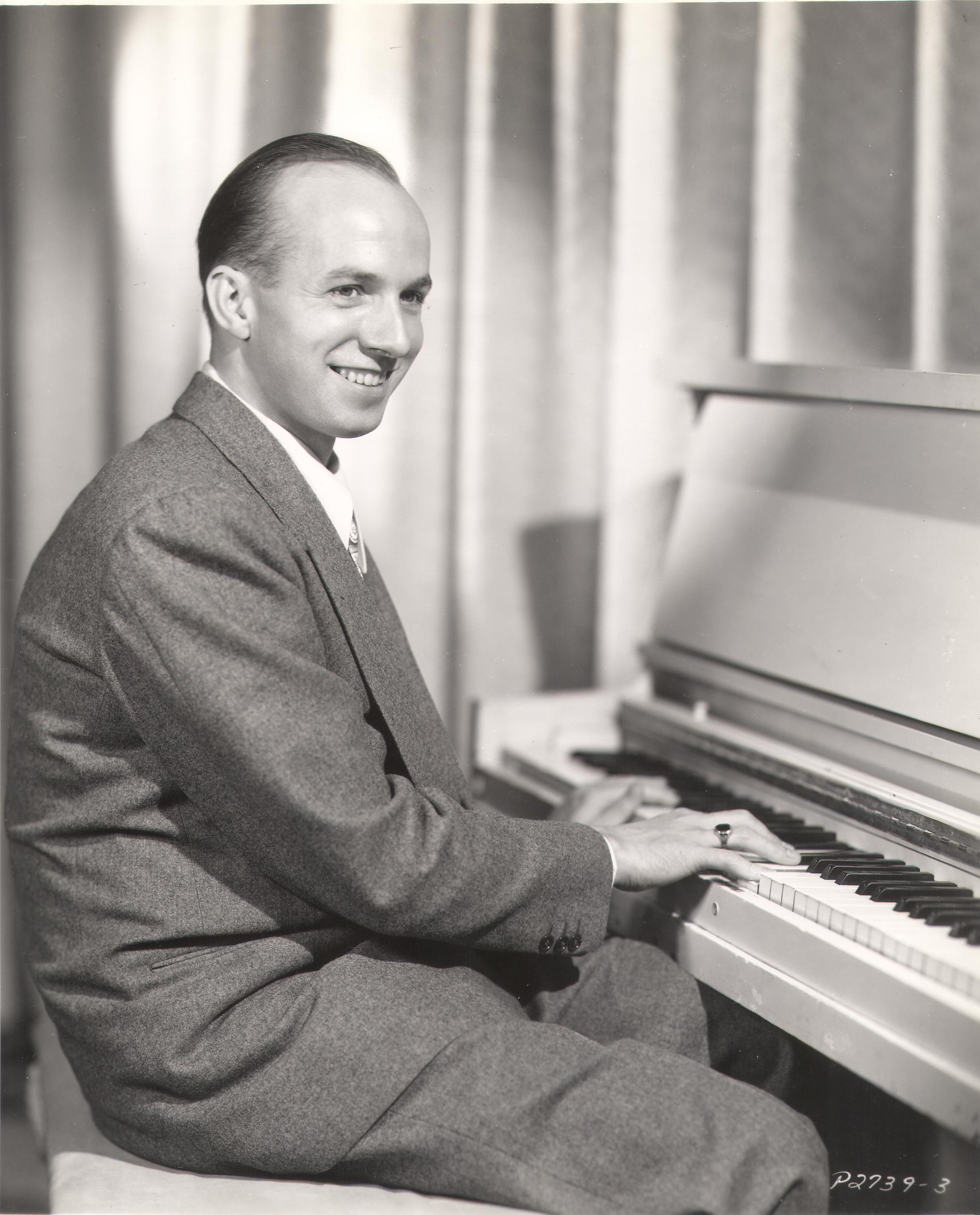
Jimmy Van Heusen

Jimmy Van Heusen, eigentlich Edward Chester Babcock (* 26. Januar 1913 in Syracuse, New York; † 7. Februar 1990 in Rancho Mirage, Kalifornien) war ein US-amerikanischer Komponist. Er schrieb Songs für Revuen und Musicals, aber auch für Filme und Fernsehen.

## Leben und Wirken
Bereits auf der High School begann er mit dem Schreiben von Songs. Mit 15 Jahren legte er sich als Pseudonym für eine Show im lokalen Radio den Namen Jimmy Van Heusen zu. Er studierte auf dem Cazenovia-Seminar und der Syracuse University, wo er sich mit Jerry Arlen befreundet, dem jüngeren Bruder Harold Arlen, mit dem er Songs für die Revuen im Cotton Club. wie beispielsweise „Harlem Hospitality“, schrieb. Anschließend wurde er Pianist bei einem der Musikverlage der Tin Pan Alley. 1938 schrieb er „It’s the Dreamer in Me“ zu einem Text von Tommy Dorsey. In Zusammenarbeit mit dem Textdichter Eddie DeLange entstanden Songs wie „Heaven Can Wait“, „So Help Me“ oder „Darn That Dream“; 1940 schrieb er bereits mehr als 60 Songs. Im gleichen Jahr begann auch seine Zusammenarbeit mit Johnny Burke. Gemeinsam gingen sie nach Hollywood und schrieben in den 1940er und 1950er Jahren für Musicals und Filme. Während des Zweiten Weltkriegs war Van Heusen aber auch als Testpilot für Lockheed Corporation tätig.
Später arbeitet er für Hollywood erfolgreich mit dem Textdichter Sammy Cahn zusammen; unter anderem schrieben sie Songs für Das Fenster zum Hof (1954), Sieben gegen Chicago (1964) und die Alben von Frank Sinatra. 1965 schrieb Van Heusen das Musical Skyscraper, 1966 das Musical Walking Happy. 1971 wurde er in die Songwriters Hall of Fame aufgenommen, war aber noch bis in die späten 1970er aktiv. Songs wie „Here’s That Rainy Day“, „Polka Dots and Moonbeams“ oder „Darn That Dream“ sind auch Jazzstandards geworden.

## Auszeichnungen
Van Heusen wurde mit vier Oscars für den Besten Song und 1956 mit einem Emmy ausgezeichnet. Insgesamt wurde er 14 Mal in zwölf Jahren für den Oscar nominiert (1946 und 1964 jeweils für zwei Songs); 1944, 1957, 1959 und 1963 erhielt er den Oscar. 1965 wurde er für einen Grammy Award nominiert.

## Songs (Auswahl)
- All the Way (T: Sammy Cahn)
- Aren’t You Glad You’re You? (T: Johnny Burke)
- But Beautiful (T: Johnny Burke)
- Come Blow Your Horn (T: Sammy Cahn)
- Come Dance with Me (T: Sammy Cahn)
- Come Fly with Me (T: Sammy Cahn)
- Darn That Dream (T: Eddie De Lange)
- Here’s That Rainy Day (T: Johnny Burke)
- I Could Have Told You (T: Carl Sigman)
- I Thought About You (T: Johnny Mercer)
- Imagination (T: Johnny Burke)
- It Could Happen to You (T: Johnny Burke)
- Like Someone in Love (T: Johnny Burke)
- Love and Marriage (T: Sammy Cahn)
- Mr. Booze (T: Sammy Cahn)
- Oh! You Crazy Moon
- Personality
- Polka Dots and Moonbeams (T: Johnny Burke)
- The Second Time Around aus Der Spätzünder
- Thoroughly Modern Millie (T: Sammy Cahn)
- To Love and Be Loved (T: Sammy Cahn)

### Oscar-prämierte Songs
- Swinging on a Star (1944) (T: Johnny Burke; aus Der Weg zum Glück)
- All the Way (1957) (T: Sammy Cahn; aus Schicksalsmelodie)
- High Hopes (1959) (T: Sammy Cahn)
- Call Me Irresponsible (1963) T:Sammy Cahn